# Walter Holbrook Gaskell
Walter Holbrook Gaskell (Napoli, 1847 – Cambridge, 1914) è stato un fisiologo britannico.

## Biografia
Ricercatore all'università di Cambridge, studiò assiduamente il sistema nervoso simpatico e il sistema neurovegetativo; nel 1881 osservò per primo l'effetto di pH extracellulare su tessuti cardiaci o vascolari.
Nel 1882 fu eletto fellow della Royal Society.